# Rurales

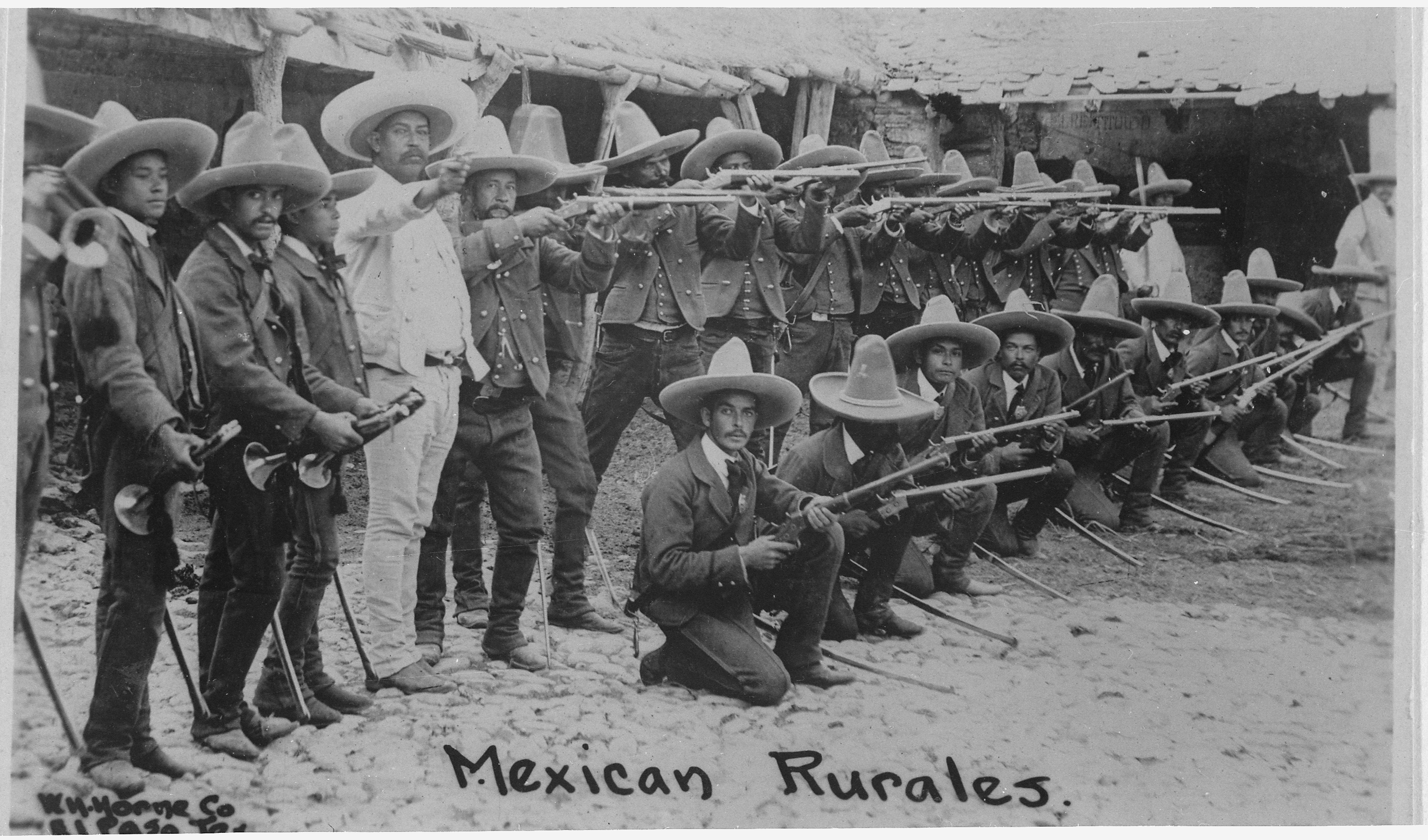
Rurales (1922)

De Rurales vormden de bereden politie in Mexico tijdens het Porfiriaat.
De Rurales werden opgericht door Benito Juárez in 1862. Ze waren oorspronkelijk klein in aantal en bedoeld om het banditisme de kop in te drukken. In 1889 werden ze door dictator Porfirio Díaz omgevormd en uitgebreid, en werden ze een berucht apparaat om onrust op het platteland de kop in te drukken. Zo werden ze het meest gehate onderdeel van de dictatuur van Díaz.
De Rurales droegen een grijs uniform, een rode das en een grote sombrero, gemodelleerd naar het uiterlijk van de charro's. Sommige staten probeerden hun eigen politiemachten op te richten gemodelleerd naar de Rurales, maar die werden niet zo bekend en berucht als de Rurales.
Na de omverwerping van Porfirio Díaz bleven de Rurales bestaan onder het bestuur van Francisco I. Madero en Victoriano Huerta. Pas na de val van Huerta in 1915 werden ze opgeheven.